# Тирания на мнозинството
Фразата „тирания на мнозинството“ („тирания на масите“ tyranny of the massess) се използва при дискутиране на системите на правилото на мнозинството (Majority rule) и демокрациите. Решенията, взети от мнозинството, поставят интаресите на мнозинството много над интаресите на индивидите и малцинствените групи. Така то създава активно потисничество, сравнимо с това на тирани и деспоти. В много случаи нехаресвана етническа, религиозна или расова група целенасочено е наказвана от мнозинството, действайки през демократичните процеси. За справяне с проблема се използват конституционни ограничения на правомощията на законодателния орган, въвеждане на зако за правата, както и разделение на властите.

## Термин
Термин използван в Класическа и Елинска Гърция, който описва опресията на мнозинството е Охлокрация. Тирания означавала абсолютна монархия от нежелан вид.
Фразата „Тирания на мнозинството“ е използвана от Джон Адамс през 1788 година. Фразата набира популярност след като се появявакато заглавие на част от книгата на Алексис дьо Токвил „Демокрацията в Америка“ от 1835 г.. Допълнително се популяризира от Джон Стюарт Мил, който цитира Токвил в книгара „За свободата“ 1859.
Лорд Актон използва терминът в книгата си „История на свободата в Античността“ (1877), казвайки:
| „ | Единственото всепроникващо зло на демокрацията е тиранията на мнозинството, или по-скоро на тази част, не винаги по-голямата част, която успява, чрез сила или измама, да спечели изборите. | “ |

Концепцията за тирания на мнозинството занимава и Фридрих Ницше, фразата е използвана в Human, All too Human 1879. Айн Ранд пише против такъв вид тирания, казвайки, че индивидуалните права не са обект на публичен вот и че политическата функция на правата е точно да защити малцинствата от опресията на мнозинството (а най-малкото малцинство на Земята е индивидът).
През 1965, Херберт Маркюсе засяга темата за тиранията на мнозинството и идеята за толерантността в индустриалните общества в есето си „Репресивната Толерантност“. Той твърди, че „толерантността се удължава и превръща в политики, условия и модели на поведение, което не бива да се толерира, защото те възпрепятстват и дори унищожават шансовете за създаване на съществуването без страх и мизерия“, както и че „този вид на толерантност засилва тиранията на мнозинството, срещу което протестират автентичните либерали“.
През 1994 г., юристът Лани Гуниер използва фразата като заглавие за колекция от статии на правна тематика.

## Теория на публичния избор
Идеята, че в условията на демокрация, най-голямо притеснение, е че мнозинството може да тиранизира и експлоатира разнообразни по-малки интереси (всъщност по-малки групи, защитаващи интереси различни от тези на мнозинството), е критикувана от Манкур Олсон в книгата му „Логиката на колективното действие“. Той твърди, че малки и добре организирани малцинства са по-склонни да наложат своите интереси над тези на мнозинството. Олсон смята, че когато ползите от политическите действия (като лобирането) са разпределени на по-малко политически агенти, съществува индивидуален стимул да се допринася за тази политическа дейност. Ограничени групи, особено тези, които награждават за участие в груповите цели, са в състояние да доминират и дори нарушат политическия процес. Този процес се изучава от тероията на публичния избор.

## Едновременно мнозинство
Американският политик Джон Калхун развива теорията на едновременното мнозинство. Според тази теория най-големите решения, не са въпрос за числените мнозинства, а изискват съгласието и приемането на широкия интарес на обществото. Т.е. нелегитимно е за временна коалиция, която държи мажоритарния вот да наранява което и да е малцинство. Доктрината е едно от ограниченията на демокрацията, за предотвратяване на тиранията.